# اوئانتا
اوئانتا (به اسپانیایی: Huanta) یک شهر در پرو است که در استان اوئانتا واقع شده‌است.

## خصوصیات
اوانتا   ۲٬۶۲۸ متر بالاتر از سطح دریا واقع شده‌است.